# David Luca

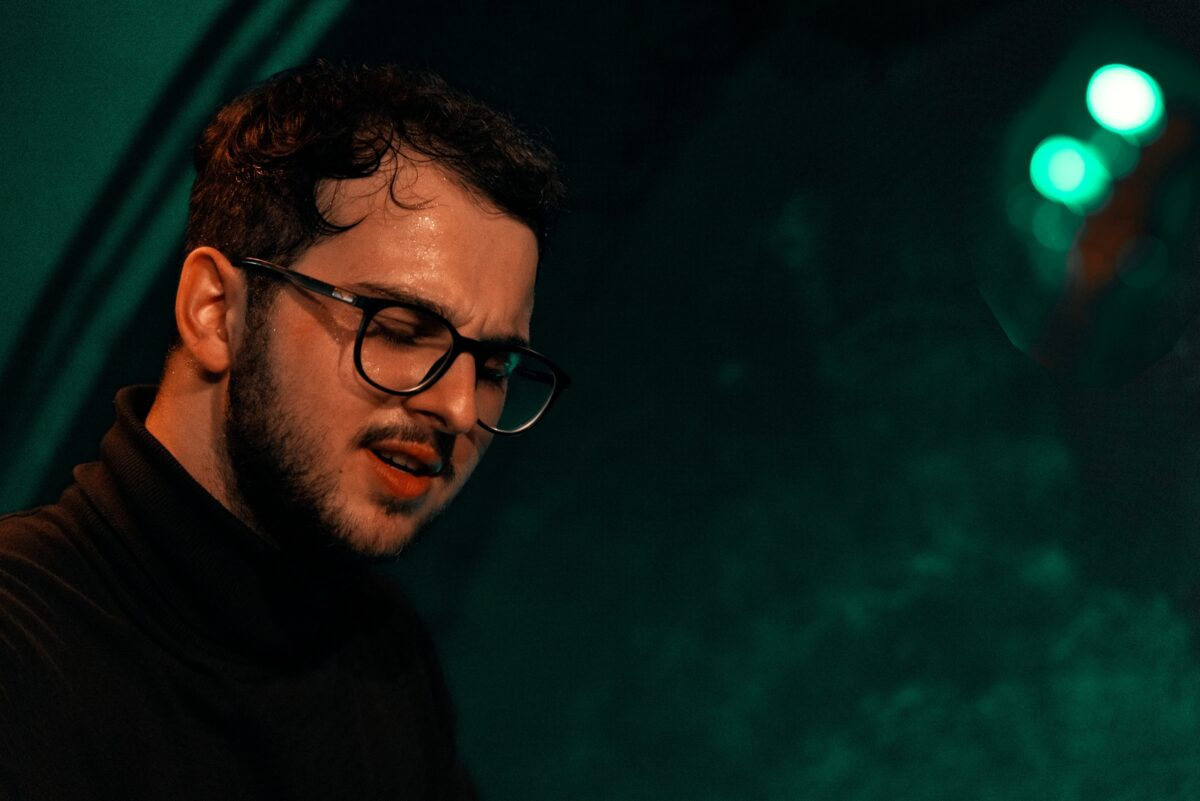
David Luca

David Alexandru Luca (n. 26 iulie 2005, Cluj-Napoca) este un pianist și compozitor român de jazz recunoscut pentru stilul său autentic caracterizat de o energie debordantă, ce depășește granițele tradiționale ale genului.

## Biografie
Modelat de pasiunea tatălui său pentru jazz și începând studiul pianului la doar 5 ani, David Luca și-a conturat identitatea artistică prin experiențe muzicale intense pe scene importante ale festivalurilor de jazz din România. Originalitatea compozițiilor sale și interpretarea personală a standardelor și aranjamentelor etno-jazz i-au adus aprecieri extrem de favorabile atât din partea publicului, cât și a unor critici de talia lui Florian Lungu, Virgil Mihaiu și Radu Lupașcu, stimulându-l să persevereze și să-și continue drumul cu o determinare crescută. După o perioadă dedicată științelor exacte, a ales muzica: „Pentru mine, muzica este o modalitate de a mă exprima și de a mă conecta cu ceilalți.” Trecând de la un simplu hobby la o viziune spre viitor, David a fost ghidat de profesori de la Academia de Muzică "Gheorghe Dima" din Cluj-Napoca, care l-au introdus în lumea jazzului printre care Stefan Vannai, Dima Belinski și Tiberiu Herdliscka. „Față de sobrietatea muzicii clasice, jazzul, cu bogăția sa de nuanțe și infinite posibilități, a fost dintotdeauna marea mea iubire, oferindu-mi libertatea de a mă exprima autentic și de a crea lumi sonore unice. Îmi place să mă pierd în improvizații, să experimentez cu armonii și ritmuri neașteptate, să creez povești muzicale și să împărtășesc emoții intense cu ascultătorii."

## Carieră
David Luca are o activitate concertistică intensă și un stil care îmbină tradiția jazzului cu influențe contemporane de free jazz, neo-soul și elemente etno. Repertoriul include compoziții originale și aranjamente personale ale unor standarde de jazz, într-o abordare expresivă și dinamică. Este membru al UCMR-ADA (Uniunea Compozitorilor și Muzicienilor din România - Asociația pentru Drepturi de Autor) începând cu 2020.
A participat la workshopuri și cursuri internaționale (Conservatorium van Amsterdam, Universität Erlangen-Nürnberg, Saarwellingen, Praga) și studiază Jazz Piano la Conservatorium Maastricht, sub îndrumarea lui Mike Roelofs, Billy Test și Joachim Schönecker. Este laureat al mai multor competiții de jazz și compoziție și a urcat pe scene ca Gărâna Jazz Festival, Jazz in the Park, Transilvania Jazz Festival și Gala Blues/ Jazz KAMO. 

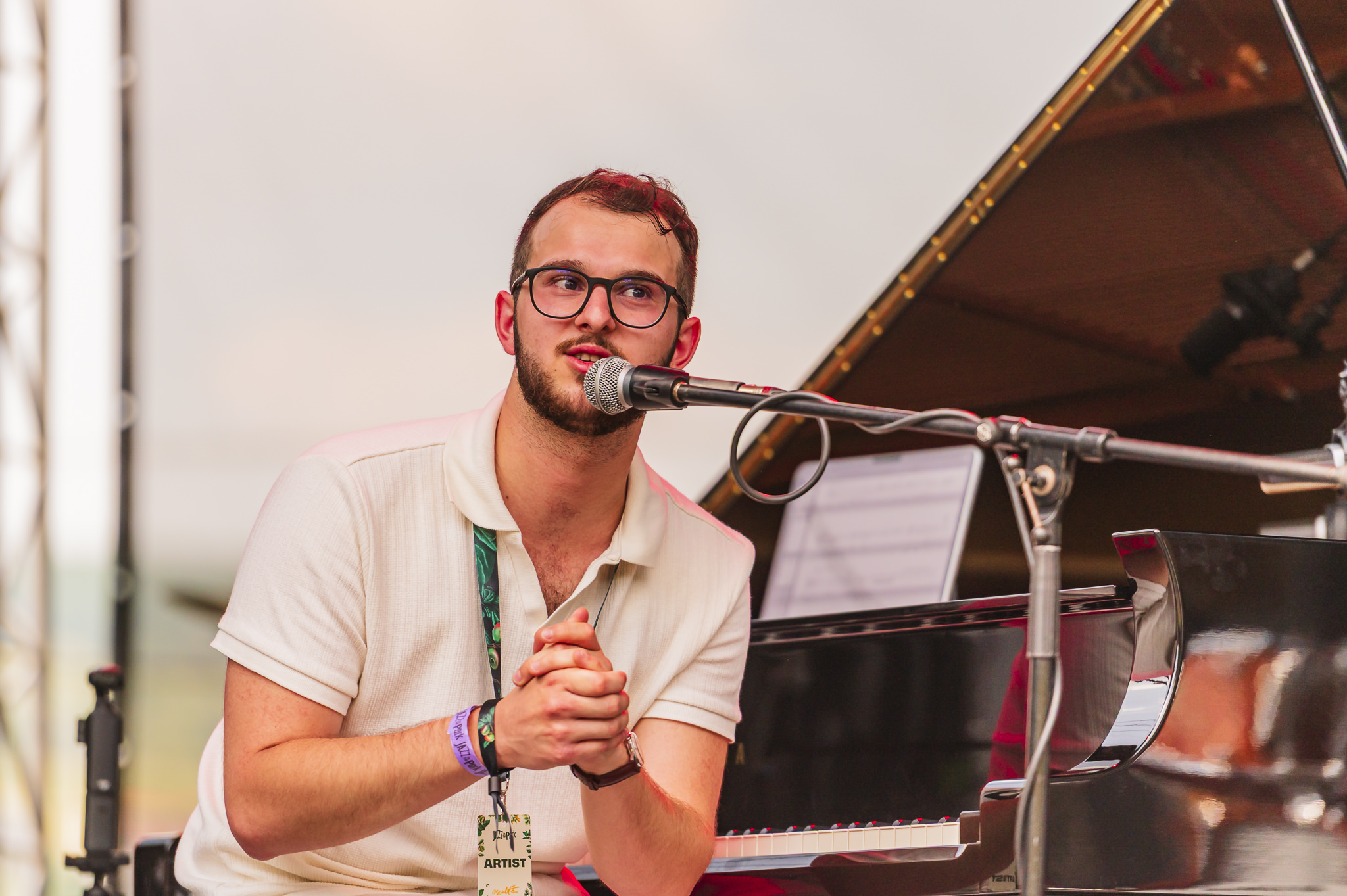
David Luca Jazz in the Park 2025

Printre lucrările semnate de David Luca, se numără "Urban Musings", distinsă cu bursa „Berklee Aspire” a prestigioasei Berklee College of Music (2023), și "Țâgura" – o piesă inspirată din mitologia maramureșeană, premiată la Jazz in the Park Competition 2024. O altă compoziție, "Lights in the Desert", a obținut Premiul I la secțiunea „Richard Oschanitzky ’85” din cadrul concursului Iași Jazz Festival & Competition 2024 organizat de Universitatea Națională de Arte „George Enescu”.

## Premii concursuri de Jazz
- Mențiunea Specială a Juriului – Jazz in the Park Competition 2024
- Locul I - Competiția Iași Jazz Fest "Richard Oschanitzky '85" 2024
- Premiul I - Etno-Jazz Festivalul Studențesc Jazz Napocensis 2023
- Locul I - Compoziție Iași Jazz Festival & Competition 2023
- Locul I - Web Under 25 - 7 Virtual Jazz Club Competition 2022
- Trofeul Festivalului Jazz Napocensis 2022
- Locul I - Craiova Jazz Festival 2022

## Festivaluri de jazz
- Gărâna Jazz Festival Ed. 29 2025
- Jazz in the Park ed. XIII 2025
- Urban Blues Festival #6 București 2025
- Transilvania Jazz Festival Cluj-Napoca 2024
- Gala Blues / Jazz KAMO Timișoara 2024
- Transilvania Jazz Festival Cluj-Napoca 2023
- Festivalul „Orașul Jazz” Lugoj 2023
- Deva Jazz Fest 2023
- Festivalul de Jazz „Europa Fest” București 2023
- Festivalul de Jazz Transilvania 2022
- Festivalul „Jazz on the Rooftop” Ploiești 2022

## Discografie
- Urban Musings (2023)
- Light in the desert (2023)
- Tagura (2024)
- Forgive (2024)
- Final Glow (2025)

## Recenzii
"David Luca Quartet - un nume de care vom mai auzi vorbindu-se! ... Sângele Jazz-ului, apă nu se face! Noroc!"
"Prin ținută improvizațiilor și înalta combustie a exteriorizărilor inovative, (...) a demonstrat că poate depăși dezinvolt altitudinea valorică preconizată vârstei."
- Florian „Moșu” LUNGU, muzicolog, pianist, aranjor și compozitor de Jazz, profesor și realizator TV
"David Luca se distinge mai ales prin talentul său muzical înnăscut, cu un simț aparte pentru expresia jazzistică: fler muzical cu deschidere către orizonturi largi, spontaneitate, capacitate de improvizație, expresie fluidă la pian, intuiție melodică, armonică și ritmică."
"Din poziția de expert în scena jazz-ului românesc (cu o atenție deosebită asupra regiunii Transilvania, unde m-am născut și am lucrat toată viața), pot afirma că apariția unui talent precum domnul Luca este un fenomen valoros care merită pe deplin sprijinul necesar din partea celor care i-l pot oferi."
- Virgil MIHAIU, jazzolog, scriitor, doctor în filosofie, diplomat, fondator și profesor al Cursului de Estetică a Jazz-ului de la Academia Națională de Muzică "Gheorghe Dima" din Cluj-Napoca, r eprezentant al României în comitetele editoriale ale Jazz Forum și Down Beat